# Agapornis capnegre
L'agapornis capnegre o inseparable capnegre (Agapornis personata) és un petit lloro, per tant un ocell de la família dels psitàcids que habita les sabanes de Burundi, Kenya i Tanzània i que s'utilitza a molts indrets com ocell de gàbia. És un dels inseparables més petits, amb una llargària de 12,5 – 15 cm. Notable pel cap molt fosc, gairebé negre, amb un gran anell blanc envoltant cada ull. El bec és vermell. Color general verd amb coll i pit groc.